# Phlegetonia ludatrix
Phlegetonia ludatrix är en fjärilsart som beskrevs av Walker 1858. Phlegetonia ludatrix ingår i släktet Phlegetonia och familjen nattflyn. Inga underarter finns listade i Catalogue of Life.